# Chionellidea leucella
Chionellidea leucella är en fjärilsart som beskrevs av Hans Georg Amsel 1935. Chionellidea leucella ingår i släktet Chionellidea och familjen Symmocidae. Inga underarter finns listade i Catalogue of Life.